# SU Agen Lot-et-Garonne
SU Agen Lot-et-Garonne (wym. [ɛs y aʒɛ̃ lɔt‿e ɡaʁɔn]) – francuski klub rugby union z Agen w departamencie Lot i Garonna. Drużyna rywalizuje w lidze Pro D2. Swoje mecze zespół rozgrywa na mieszczącym 12 002 widzów Stade Armandie.
SU Agen założono w 1908 roku, a największym sukcesem jest zdobyty osiem razy tytuł mistrza Francji (po raz ostatni w 1988 roku).

## Osiągnięcia
- Mistrzostwo Francji:
  - Zwycięzca: 1930, 1945, 1962, 1965, 1966, 1976, 1982, 1988
  - Finalista: 1943, 1947, 1984, 1986, 1990, 2002
- Challenge Yves du Manoir:
  - Zwycięzca: 1932, 1963, 1983, 1992
  - Finalista: 1933, 1970, 1975, 1987
- Puchar Francji:
  - Zwycięzca: 1943, 1945
- Europejski Puchar Challenge:
  - Finalista: 1998
- Challenge Armand Vaquerin:
  - Zwycięzca: 1999
- Pro D2:
  - Zwycięzca: 2010